# Furgon
Furgon je vrsta dostavnih vozila manjih od kombija, koja se najčešće koriste za prijevoz namirnica ili kućanskih aparata unutar grada. 
Furgoni mogu biti izvedeni iz gradskog automobila kojem se iza prednjih sjedala umjesto putničkog dogradi veći tovarni prostor ili karavana kojem se ne ugrade stražnja sjedala, a stražnji bočni prozori mu se prikriju limom ili ljepljivom folijom.
Izraz "furgon" se u uglavnom koristi za "automobil za prevoženje mrtvačkog sanduka".